# Nordmakedoniens Billie Jean King Cup-lag
Nordmakedoniens Billie Jean King Cup-lag representerar Nordmakedonien i tennisturneringen Billie Jean King Cup, och kontrolleras av Nordmakedoniens tennisförbund.

## Historik
Nordmakedonien deltog första gången Fed Cup 1995. Bästa resultatet är då man nådde Grupp I år 2000.